# Camille Howard
Camille Howard (1914-1993) est une pianiste et chanteuse de rhythm and blues américain, né à Galveston, au texas et décédée à Los Angeles.

## Carrière
Dans les années 1940, Camille Howard rejoint l'orchestre de Roy Milton dans lequel elle joue du piano. À partir de 1947, Art Rupe, le patron de Specialty lui fait enregistrer des disques sous son propre nom. Elle y chante accompagnée par un petit combo et interprète ses compositions de piano boogie-woogie. Son titre le plus connu est X-Temporaneous Boogie.
Elle continue sa carrière dans les années 1950, sur les labels Federal et Vee-Jay.

## Discographie

### 78 tours/45 tours
- X-Temporaneous Boogie (Specialty Records)
- Fiesta In Old Mexico (Specialty Records)
- That's The One For Me (Specialty Records)
- Money Blues (Specialty Records)
- Million Dollar Boogie (Specialty Records)
- Bagging The Boogie (Specialty Records)
- Excite Me Daddy (Federal Records)
- Hurry Back Baby (Federal Records)